# Messerschmitt Schwalbe
De Messerschmitt "Schwalbe" is een project voor een jachtvliegtuig ontwikkeld door de Duitse vliegtuigontwerper Messerschmitt.

## Ontwikkeling
Aan het "Schwalbe" (Zwaluw) project is nooit een projectnummer toegekend. De reden hiervoor is dat het zo laat in de oorlog is opgestart dat Messerschmitt er geen nummer aan heeft kunnen toekennen. De vleugels waren voorzien van een pijlstand van 31,5 graden. Ze bevatte ook het grootste deel van de brandstof. Voor het ontwerp van de vleugels is men waarschijnlijk uitgegaan van de Bf 163 en Me 262 aangezien er een uiterlijke gelijkenis was. Er was één straalmotor onder de romp en één boven op de romp geplaatst. Er was een neuswiel landingsgestel aangebracht. De cockpit bevond zich op de romp, in de neus. Het was voor een deel voor en tussen de bovenste luchtinlaten geplaatst. Er was nog geen bewapening aangebracht. Aan de achterkant van de romp bevond zich een apparaat waarvan de bedoeling nooit geheel duidelijk is geworden. Men heeft het idee dat het een duikrem betrof of een apparaat dat de stuwdruk van de straalmotoren kon omkeren om zo de landing te kunnen bekorten.
Vooroorlogse ontwerpen:
S 7 ·
S 8 ·
S 9 ·
S 10 ·
S 13 ·
S 14 ·
S 15 ·
S 16 ·
M 17 ·
M 18 ·
M 19 ·
M 20 ·
M 21 ·
M 22 ·
M 23 ·
M 24 ·
M 25 ·
M 26 ·
M 27 ·
M 28 ·
M 29 ·
M 30 ·
M 31 ·
M 33 ·
M 35 ·
M 36 · 
M 37
Ontwerpen 1933-1945:
Bf 108 · 
Bf 109 ·
Bf 109TL ·
Bf 109Z ·
Bf 110 ·
Bf 161 ·
Bf 162 ·
Me 163 · 
Me 209 ·
Me 210 ·
Me 261 ·
Me 262 · 
Me 263 ·
Me 264 · 
Me 265 · 
Me 290 · 
Me 309 ·
Me 309Z ·
Me 321 · 
Me 323 · 
Me 328 · 
Me 334 ·
Me 410 · 
Me 509 · 
Projecten tot 1945:
P.1051 ·
P.1062 ·
P.1065 ·
P.1070 ·
P.1073 ·
P.1092 ·
P.1095 ·
P.1099 ·
P.1100 ·
P.1101 ·
P.1102 ·
P.1103 ·
P.1104 ·
P.1106 ·
P.1107 ·
P.1108 ·
P.1109 ·
P.1110 ·
P.1111 ·
P.1112
Libelle ·
Schwalbe ·
Wespe ·
P.08.01 ·
Zerstörer Project II
Overig:
C-44